# قره‌باغ کوهستانی

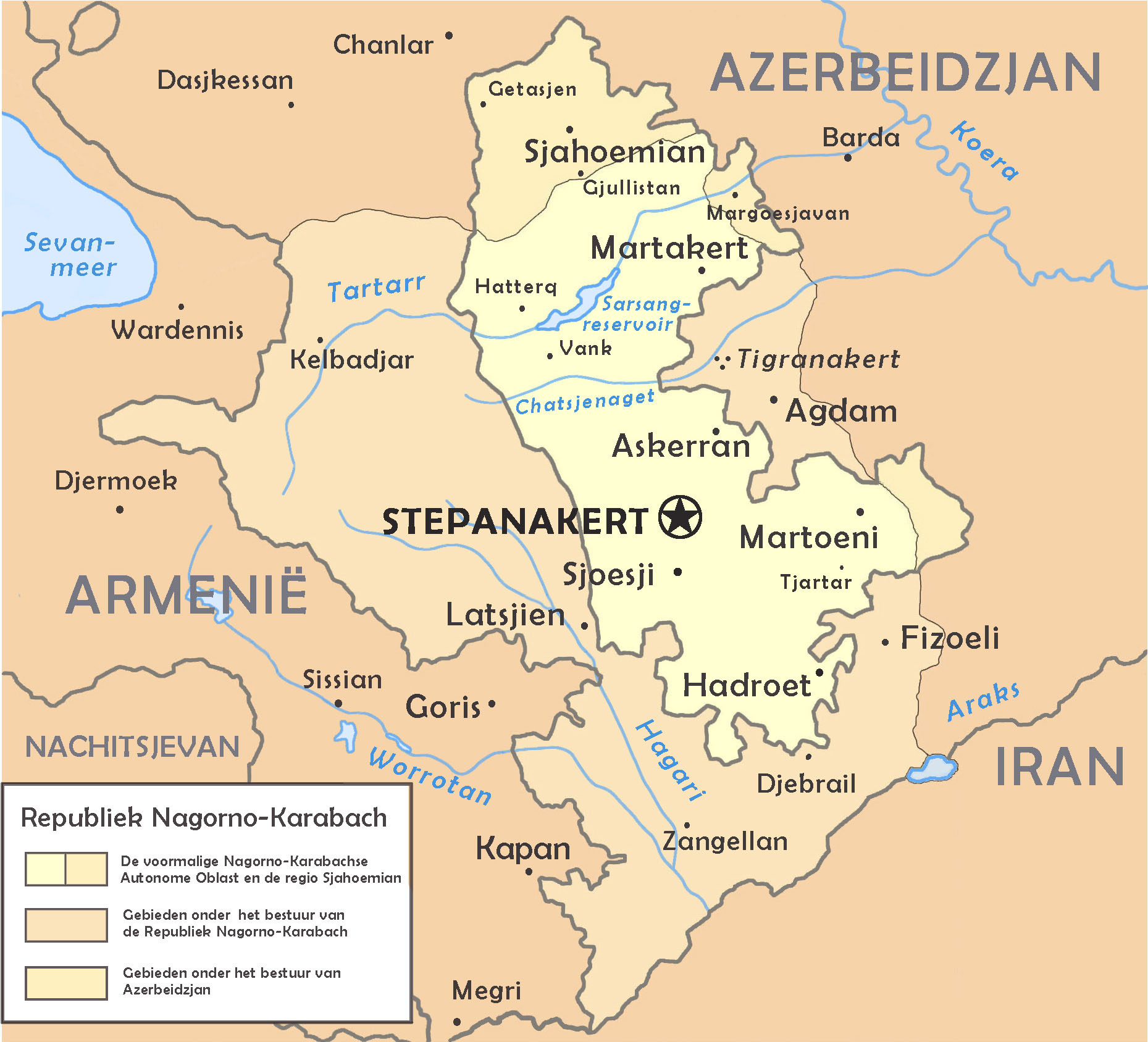

قره‌باغ کوهستانی یا ناگورنو قره‌باغ (به ارمنی: Արցախ، آرتساخ)، (به ترکی آذربایجانی: Dağlıq Qarabağ، داغ‌لیق قره‌باغ) منطقه‌ای محصور در خشکی با مساحتی حدود ۴٬۴۰۰ کیلومتر مربع در قفقاز جنوبی و در جنوب شرقی کوه‌های قفقاز کوچک واقع شده‌است. در تقسیمات کشوری جمهوری آذربایجان، این منطقه  بخشی از استان قره‌باغ علیا است و در خاک اصلی جمهوری آذربایجان محصور شده است. بزرگ‌ترین شهر و مرکز سیاسی آن استپاناکرت است و مرکز فرهنگی آن شهر شوشی است.

## نام
به کارگیری نام «قره‌باغ» برای این منطقه برای نخستین بار در کتاب حمدالله قزوینی تاریخ‌نویس سدهٔ ۸ هجری قمری به کار رفته است. نام منطقه در سنگ‌نبشته‌های اورارتو (دوران پادشاهی آیرارات) به صورت‌های «آرداخونی» یا «اوردخینی» و «اوردخه» قید شده‌است که نام آرتساخ از آن مأخوذ است و سرزمینی به این نام در هزارهٔ اول پیش از میلاد جزو پادشاهی آیرارات و سپس یرواندیان (دودمان اروندی) قرار داشت.
استرابون در (کتاب جغرافیای) خود قسمت سمت راست رود کورا (محل کنونی قره‌باغ) را با نام «ارخیستینا» (Orkhistene) به عنوان یک استان ارمنستان بزرگ-(ارمنستان = هایاستان) دانسته که به خاطر سوارکارانش شهرت داشته‌است.
در زمان سلطهٔ حکومت روسیه شوروی واژهٔ «کوهستانی» (به روسی: Нагорный، آوانگاری: ناگورنو) به آن افزوده شده و نام این منطقه به منطقهٔ «قره‌باغ کوهستانی» (به روسی: Нагорного Карабаха، آوانگاری: ناگورنو قره‌باغ) تبدیل شده‌است.

## استان خودمختار قره‌باغ کوهستانی
در دورهٔ اتحاد جماهیر شوروی، «استان خودمختار قره‌باغ کوهستانی» یکی از بخش‌های خودمختار جمهوری آذربایجان بود که شامل شش شهرستان به نام‌های مارتاکرت، مارتونی، شوشی، آسکران و هادروت و شهر استپاناکرت بود.